# 惠福帝姬
惠福帝姬（1118年—？），宋徽宗第28女。
按南宋初文献《靖康皇族陷虏记》记载，入金后，惠福帝姬嫁开府相公斜保三之子，斜保三即完颜习不失，公主嫁给了他的儿子，截止至1143年前，公主尚在人间，居住于金国的上京。
曹勋《北狩见闻录》记载“二太子面请王婉容位帝姬，与黏罕次子作妇”，即王婉容生的公主嫁给了完顏宗翰次子。然而此公主不可能是惠福帝姬，因为惠福帝姬的丈夫为完颜习不失之子，也没有任何其他记载可以佐证完顏宗翰有子名“完颜斜保”，或者惠福帝姬为王婉容之女。按《大金国志》，王婉容女儿为令福公主。

## 关联
- 帝姬